# Liste des voies du cimetière du Père-Lachaise

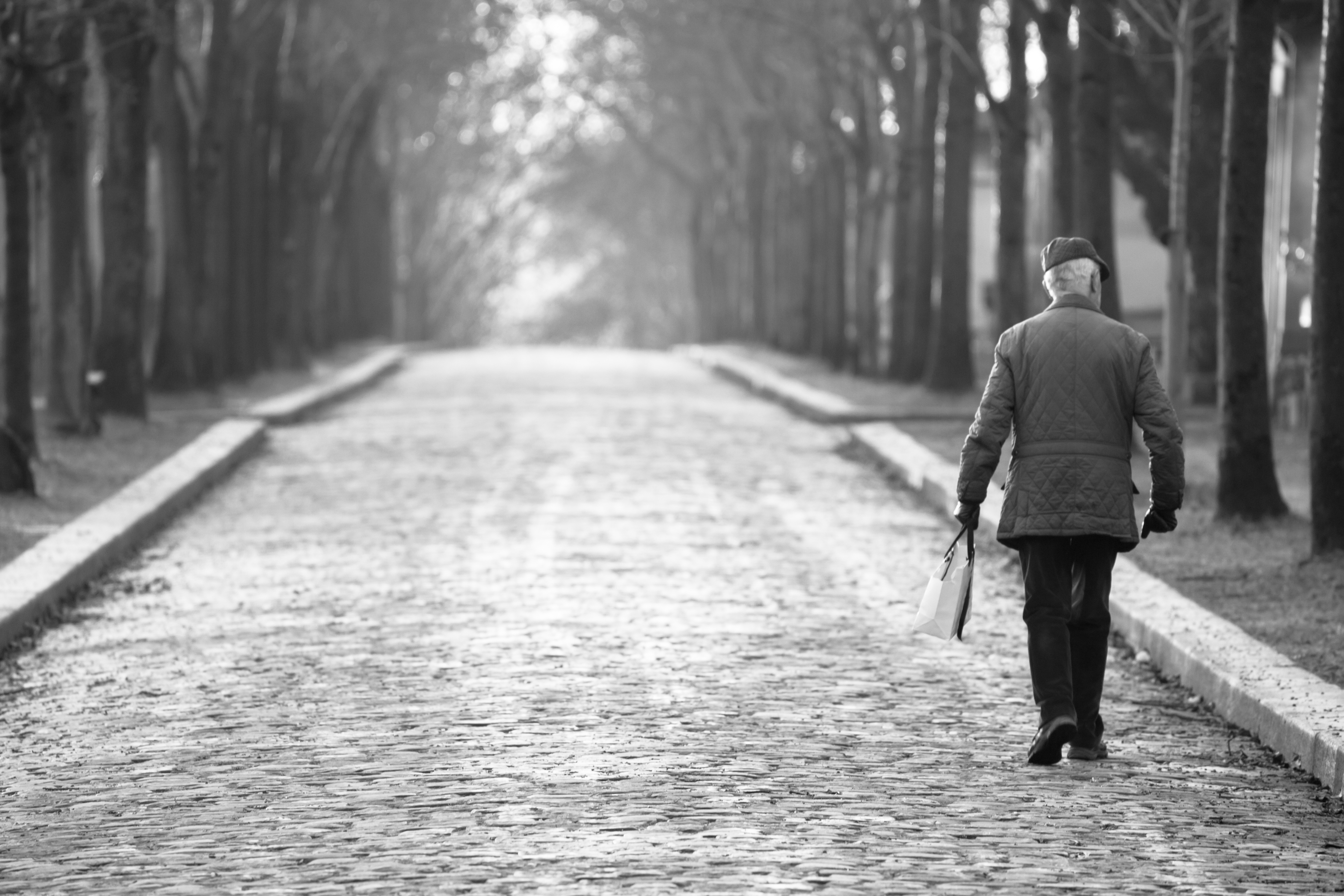
Voie.

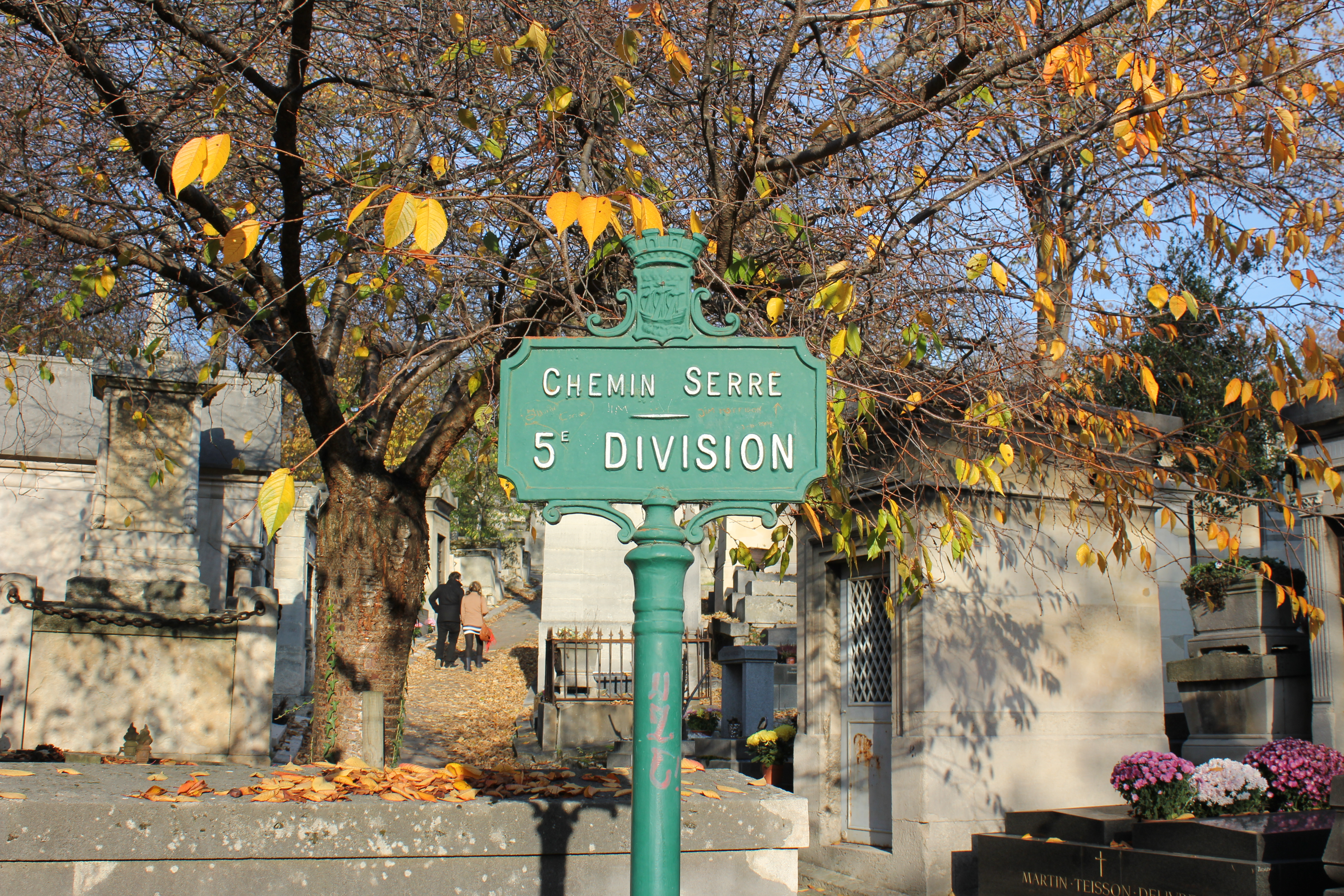
Plaque de rue.

Cet article donne une liste des voies du cimetière du Père-Lachaise de Paris, en France.
Le cimetière du Père-Lachaise comporte environ 185 voies nommées, dont 62 avenues, 121 chemins et 2 ronds-points.
En 1879, une révision générale des noms des voies a été réalisée afin d'acter les noms d'usages tout en modifiant si besoin les appellations inexactes, obscures ou problématiques d'un point de vue politique. Sur une liste de 91 noms, seulement douze voies ont un nouveau nom.
Les voies nommées comportent une plaque de rue indiquant le nom de la voie et le numéro de division.

## Liste
| Dénomination                                          | Ancienne dénomination                            | Nommée en référence à                                                                                               | Photos |
| ----------------------------------------------------- | ------------------------------------------------ | --- | ------ |
| Chemin Abadie                                         |                                                  | Jean-Melchior Dabadie de Bernet                                                                                     | lien   |
| Avenue des Acacias                                    | Avenue du Midi                                   | | lien   |
| Chemin Adanson                                        |                                                  | Michel Adanson | lien   |
| Avenue Aguado                                         |                                                  | Alexandre Aguado | lien   |
| Avenue des Ailantes                                   | Avenue de Morny                                  | Voie plantée d'ailantes                                                                                             | lien   |
| Chemin Amussat                                        |                                                  | Jean-Zuléma Amussat                                                                                                 | lien   |
| Chemin de l'Ancienne-Porte                            | Sentier de Chambure                              | | lien   |
| Chemin des Anglais                                    | sentier de Sidney-Smith                          | William Sidney Smith                                                                                                | lien   |
| Chemin du Bassin                                      | Sentier d'Isabey                                 | | lien   |
| Chemin du Bastion                                     | Sentier d'Aubusson                               | | lien   |
| Chemin Beaujour                                       |                                                  | Félix de Beaujour                                                                                                   | lien   |
| Chemin Bernard                                        |                                                  | | lien   |
| Chemin Berthollé                                      |                                                  | Edmé Berthollé | lien   |
| Chemin Bichat                                         | Chemin Circulaire                                | Xavier Bichat | lien   |
| Chemin Bion                                           |                                                  | | lien   |
| Avenue du Boulevard                                   |                                                  | | lien   |
| Chemin Bourget                                        |                                                  | | lien   |
| Avenue du Bureau                                      |                                                  | | lien   |
| Chemin Cabail                                         | Sentier de Montval                               | | lien   |
| Avenue Cail                                           |                                                  | Jean-François Cail                                                                                                  | lien   |
| Chemin Camille Jordan                                 |                                                  | | lien   |
| Avenue Carette                                        |                                                  | Pierre-Firmin-Jean-Baptiste Carette                                                                                 | lien   |
| Chemin Casareria                                      | Sentier de Lalande, avenue Casariera             | Thomas Philippe Antoine Riera y Roses                                                                               | lien   |
| Chemin Casimir-Delavigne                              | Sentier de Balzac                                | Casimir Delavigne                                                                                                   | lien   |
| Avenue Casimir-Perrier                                | Avenue de l'Orangerie                            | Casimir Perier | lien   |
| Rond-point Casimir-Perrier                            | Carrefour du Grand Rond, carrefour du Rond-Point | Casimir Perier | lien   |
| Chemin de la Cave                                     |                                                  | | lien   |
| Avenue de la Chapelle                                 |                                                  | | lien   |
| Chemin Chenier                                        | Chemin d'Arberg                                  | | lien   |
| Chemin du Chevet                                      |                                                  | | lien   |
| Chemin des Chèvres                                    |                                                  | | lien   |
| Avenue Circulaire                                     | Allée du Champ d'Asile, avenue Dufourmantelle    | | lien   |
| Chemin de la Citerne                                  | Sentier de Junot                                 | citerne du Père-Lachaise                                                                                            | lien   |
| Chemin Clairon                                        |                                                  | | lien   |
| Avenue des Combattants-Étrangers-Morts-pour-la France | Avenue de la Nouvelle Entrée                     | | lien   |
| Avenue de la Conservation                             |                                                  | bureaux de la Conservation du cimetière                                                                             | lien   |
| Chemin du Coq                                         |                                                  | tombe Ganneron-Billon ornée à l'origine d'un coq en faïence                                                         | lien   |
| Avenue Delille                                        |                                                  | Jacques Delille | lien   |
| Chemin Denon                                          |                                                  | Dominique Vivant Denon                                                                                              | lien   |
| Chemin du Dragon                                      |                                                  | Antoine de Guillaume-Lagrange, sous-officier dans le 16e régiment de dragons                                        | lien   |
| Chemin Errazu                                         |                                                  | tombe Errazu | lien   |
| Avenue Eugène-Delacroix                               |                                                  | Eugène Delacroix | lien   |
| Avenue Feuillant                                      | Avenue d'Aunay                                   | tombe Feuillant-Barré                                                                                               | lien   |
| Avenue Frédéric-Soulié                                |                                                  | Frédéric Soulié | lien   |
| Chemin Gay                                            |                                                  | Edmond-Adolphe Gay                                                                                                  | lien   |
| Chemin Georges-Hainl                                  | Chemin Fould                                     | François Hainl | lien   |
| Chemin Gosselin                                       |                                                  | | lien   |
| Chemin Grammont                                       |                                                  | | lien   |
| Avenue Greffulhe                                      |                                                  | Jean-Henry-Louis Greffulhe                                                                                          | lien   |
| Chemin de la Guérite                                  |                                                  | monument construit sur la tombe de François Alexandre Ragon-Gillet                                                  | lien   |
| Chemin d'Hautoy                                       |                                                  | chapelle Hautoy | lien   |
| Chemin d'Héloïse-et-Abélard                           |                                                  | Monument funéraire d'Héloïse et Abélard                                                                             |        |
| Chemin de La Bedoyère                                 | Sentier de Labedoyère                            | Charles Angélique François Huchet de La Bédoyère                                                                    | lien   |
| Chemin Lainé                                          |                                                  | Joseph-Henri-Joachim Lainé                                                                                          | lien   |
| Chemin Laplace                                        | Chemin Clary                                     | Pierre-Simon de Laplace                                                                                             | lien   |
| Avenue Latérale-du-Nord                               | Avenue Bruix                                     | Renommé à la suite du déplacement de la dépouille d'Étienne Eustache Bruix                                          | lien   |
| Avenue Latérale-du-Sud                                |                                                  | | lien   |
| Chemin Lauriston                                      |                                                  | Jacques Alexandre Law de Lauriston                                                                                  | lien   |
| Chemin Lebrun                                         |                                                  | Charles-François Lebrun                                                                                             | lien   |
| Chemin Léger                                          |                                                  | chapelle de la famille Léger                                                                                        |        |
| Chemin Lesseps                                        | Chemin des Victimes                              | Mathieu de Lesseps                                                                                                  | lien   |
| Chemin Lobau                                          |                                                  | Georges Mouton |        |
| Chemin Luzarraga                                      |                                                  | tombe Luzarraga | lien   |
| Chemin Maison                                         |                                                  | Nicolas-Joseph Maison                                                                                               | lien   |
| Chemin Marjolin                                       |                                                  | Jean-Nicolas Marjolin                                                                                               | lien   |
| Chemin Méhul                                          | Sentier de Bellini, chemin Bosquillon            | Étienne Nicolas Méhul                                                                                               | lien   |
| Chemin Molière et de La Fontaine                      |                                                  | Molière, Jean de La Fontaine                                                                                        | lien   |
| Chemin Mont-Louis                                     |                                                  | Amédé Jacques Pierre Prousteau de Montlouis                                                                         | lien   |
| Chemin Monvoisin                                      |                                                  | tombe Monvoisin | lien   |
| Avenue Neigre                                         |                                                  | Gabriel Neigre | lien   |
| Chemin d'Ornano                                       |                                                  | Marie Walewska | lien   |
| Avenue de l'Ouest                                     |                                                  | avenue située à l'extrémité sud-ouest du cimetière                                                                  | lien   |
| Avenue Pacthod                                        |                                                  | Michel Marie Pacthod                                                                                                | lien   |
| Chemin du Père-Éternel                                |                                                  | Sépulture de Marie Fromont née Descautour de Montblanc (1753-1821) ornée d'un bas-relief représentant Dieu le Père  | lien   |
| Chemin Pérignon                                       |                                                  | Catherine-Dominique de Pérignon                                                                                     | lien   |
| Avenue des Peupliers                                  | Avenue Véron                                     | Voie pantée de peupliers                                                                                            | lien   |
| Avenue Principale                                     |                                                  | | lien   |
| Chemin du Puisard                                     |                                                  | | lien   |
| Avenue du Puits                                       | Avenue de l'Orangerie                            | | lien   |
| Chemin Quinconce                                      | Sentier de Bosio                                 | | lien   |
| Avenue Rachel                                         |                                                  | | lien   |
| Chemin Saint-Louis                                    |                                                  | | lien   |
| Avenue de Saint-Morys                                 | Avenue de Montlouis, avenue Maurice              | Charles Paul Jean Baptiste de Bourgevin Vialart de Saint-Morys                                                      | lien   |
| Chemin Serré                                          |                                                  | Pierre-Louis Serré                                                                                                  | lien   |
| Chemin Suchet et Masséna                              |                                                  | Louis-Gabriel Suchet, André Masséna                                                                                 | lien   |
| Chemin Talleyrand                                     |                                                  | | lien   |
| Chemin Talma                                          | Sentier de Talma                                 | François-Joseph Talma                                                                                               | lien   |
| Chemin du Tertre                                      |                                                  | | lien   |
| Avenue Thirion                                        |                                                  | | lien   |
| Avenue des Thuyas                                     | Avenue de l'Est                                  | | lien   |
| Avenue Transversale N°1                               | Avenue Transversale des Marronniers              | | lien   |
| Avenue Transversale N°2                               |                                                  | | lien   |
| Avenue Transversale N°3                               |                                                  | | lien   |
| Rond-point aux Travailleurs Municipaux                | Carrefour Michelet                               | Monument des travailleurs municipaux, Jules Michelet                                                                |        |
| Chemin de la Vierge                                   | Sentier de Roguet                                | Sépulture du comte Christophe-Édouard de Male surmontée d'une statue La Vierge tenant sur ses genoux l'Enfant Jésus | lien   |